# Освободителните борби на Македония
„Освободителните борби на Македония“ (изписване до 1945 година: Освободителнитѣ борби на Македония) е историческо съчинение в два тома на Христо Силянов, основен източник за национал-освободителните борби на българите в Македония и Одринска Тракия в началото на XX век.
За написването на книгите са ползвани спомени на дейци на ВМОРО и официални документи на организацията, материали на Македонския научен институт, архивите на Министерство на вътрешните работи, спомените на дейци на гръцката въоръжена пропаганда в Македония и други чужди източници. Подготвени са в периода след Първата световна война по поръчка на Илинденската организация и са издадени от нея.
Първият том с подзаглавие „Илинденското въстание“ е издаден през 1933 година, а вторият „След Илинденското въстание“ през 1943 година след смъртта на автора. Христо Силянов събира материали за трети том, описващ събитията около и след Младотурската революция от 1908 година, но преждевременната му смърт осуетява написването на книгата.
Двата тома са преиздадени фототипно през 1983 година от издателство „Наука и Изкуство“.